# Walter Simon (Bankier)
Walter Simon (* 30. April 1857 in Königsberg i. Pr.; † 1. April 1920 ebenda) war ein deutscher Bankier, Professor und ehrenamtlicher Stadtrat in Königsberg. Er war ein großzügiger Mäzen und Gründer wohltätiger Stiftungen in Tübingen und Königsberg.

## Leben
Walter Simon entstammte einer großbürgerlichen jüdischen Familie und war der Sohn des Königlich Preußischen Geheimen Commerzienraths Moritz Simon und seiner Ehefrau Hedwig Simon, geborene Hirschberg. Sein Vater war als Bankier zu Wohlstand gelangt und war zeitweilig der Vorsitzende der organisierten Königsberger Kaufmannschaft. Walter Simon studierte an der Eberhard Karls Universität Tübingen und an der Albertus-Universität Königsberg Jura, Medizin und Philosophie. Als Dr. phil. kehrte er nach seinem Studium in seine Heimatstadt Königsberg zurück, wo er als Bankier und unbesoldeter Stadtrat für das Armen- und Volksbildungswesen tätig war. Er wirkte wie sein Vater als Wohltäter in Ostpreußens Provinzialhauptstadt und galt als „wohl der größte Wohltäter, den die Stadt je gehabt hat“. In Königsberg erhielt er 1899 den Professorentitel.

## Stiftungen
Walter Simon finanzierte in Tübingen mehrere Stiftungen:
- 1890 entstand die Dr. Walter-Simon-Stiftung für Tübinger Weingärtner, um den Viehbestand bedürftiger Weingärtner zu heben.
- 1907 rief er eine Studentinnenstiftung an der Universität Tübingen ins Leben: „Die von Professor Dr. Walter Simon in Königsberg mit einem Grundkapital von 10 000 M am 5. Juni 1907 errichtete und am 30. Juni 1907 bestätigte Stiftung ist bestimmt zu Studienunterstützungen für bedürftige und würdige an der Universität Tübingen immatrikulierte weibliche Studierende der Naturwissenschaft und der Medizin, in erster Linie für Württembergerinnen“, heißt es im ersten Paragraphen des Statuts für die Walter-Simon-Stiftung. In einem Brief von Walter Simon an das Königlich Württembergische Ministerium des Kirchen- und Schulwesens zu Stuttgart vom 2. März 1907 steht, dass Simon mit der Stiftung feierlich festhalten wollte, dass er „vor bald dreissig Jahren die Universität Tübingen bezogen“ hatte. Die nach Walter Simon benannte Stiftung an der Universität Tübingen wurde im Jahr 1932, nachdem sie durch die Inflation den größten Teil ihres Vermögens verloren hatte, mit einer Reihe weiterer Stiftungen zur Vereinigten Studienstiftung für Studierende aller Fakultäten zusammengefasst. Als Nachfolgerin der Vereinigten Studienstiftung wurde im Jahr 1960 die Tübinger Stipendienstiftung geschaffen.[2]
- 1912 gründete er eine Brautstiftung, über die Beihilfen an Bräute oder Brautpaare des Kleinbürgerstands zur Gründung eines Hausstands vergeben werden sollten.
- Er spendete außerdem Geld für einen Kinderhort und den Bau des Uhlandbads.

Noch mehr Geld gab Simon in seiner Heimatstadt Königsberg für Hilfsprojekte unterschiedlicher Art aus: Er finanzierte den ersten öffentlichen Turn- und Spielplatzes der Stadt, eine Kindervolksküche, eine Volksbibliothek, eine Schülerschwimmanstalt und spendete Geld für Armen- und Krankenhäuser. Für alle städtischen Belange hatte er eine offene Hand:
- 1892 schenkte er der Stadt den 6,83 ha großen Sportplatz auf den Mittelhufen, der nach ihm benannt wurde.
- 1894 finanzierte er eine Volksschul-Badeanstalt am Oberteich mit unentgeltlichem Schwimmunterricht.
- Er spendete Geld für Bücher und für die Königsberger Luisenkirche, das Farenheidsche Armenhaus und das Bismarck-Denkmal (Königsberg).

## Ehrungen
- Honorarprofessor der Albertus-Universität
- Geh. Kommerzienrat
- Anlässlich der Hundertjahrfeier der Preußischen Städteordnung wurde er 1908 Ehrenbürger von Königsberg.[3]
- Die Walter-Simon-Straße in Tübingen ist nach ihm benannt.
- In Königsberg war der Sportplatz Walter-Simon-Platz nach ihm benannt (zur Zeit des Nationalsozialismus in „Erich-Koch-Platz“ umbenannt)